# Ploceus flavipes
El tejedor patigualdo (Ploceus flavipes) es una especie de ave paseriforme de la familia Ploceidae endémica del noreste de la República Democrática del Congo.
Su hábitat natural son los bosques bajos húmedos tropicales. La especie se encuentra amenazada por la pérdida de hábitat.